# 角海老グループ
角海老グループ（かどえびグループ）は、日本の企業グループの一つ。宝石販売業及びソープランド経営を主業とする。

## 概要
グループの創始は1950年代とも1960年代とも言われ、創始者の鈴木正雄が実質の経営者を務める。社名は江戸時代の吉原の遊郭「角海老楼」から採ったが、名前を借用したのみで歴史的なつながりはなし。三浦屋の屋号で店舗も展開しているがスーパーチェーンの三浦屋とは無関係。
鈴木は2009年7月2日に、売春防止法違反の疑いで警視庁保安課と浅草署に逮捕された。吉原地区で無届けで風俗案内所を運営していた容疑でもグループの関係者が逮捕されている。
角海老グループは首都圏にソープランド31店舗を展開し、ほかに有力選手を多数送り出す角海老宝石ボクシングジムなども経営する。